# Polyosma lagunensis
Polyosma lagunensis är en tvåhjärtbladig växtart som beskrevs av Merrill. Polyosma lagunensis ingår i släktet Polyosma och familjen Escalloniaceae. Inga underarter finns listade i Catalogue of Life.